# 真山青果
真山 青果（まやま せいか、旧字体：眞山 靑果、1878年（明治11年）9月1日 - 1948年（昭和23年）3月25日）は、日本の劇作家・小説家。本名は、真山 彬（まやま あきら）。日本芸術院会員。

## 来歴
宮城県仙台市裏五番町三番地に生まれる。父・寛は旧伊達藩士の士族で小学校の校長だった。1895年宮城県尋常中学校を中退。1896年に上京し、1897年日本中学校を卒業。同年、第二高等学校医学部に入学するも、小説や詩の習作に熱中して落第。1904年、佐藤紅緑に師事し「青果」の号を与えられる。翌年には小栗風葉門下となる。1907年、仙台市に近い農村を舞台とした農民文学の『南小泉村』（「新潮」1907年5月号）で注目されるも、1908年原稿二重売り事件を起こす。同年、国木田独歩の通夜の席上での口論が原因で風葉から絶交される。1911年、再び原稿二重売り事件を起こし、仕事が減少する。
1913年、喜多村緑郎から新派脚本を勧められ、松竹に入社。以来、新派脚本をはじめとした戯曲を手がけた。1932年に暉峻康隆が、1934年に野間光辰が研究助手として青果を助けた。
1942年帝国芸術院会員。1948年、心臓麻痺により疎開先の静岡県沼津市で急死。享年69歳。戒名は青果院殿機外文棟大居士。
演出家・劇作家で劇団新制作座を主宰する長女の真山美保は、歌舞伎関係者を対象に1982年から2001年まで真山青果賞を設けた。

## 評価
『元禄忠臣蔵』は新歌舞伎で連作という体裁で複数年かけて連続公演された力作だった。但し、史実と全く異なる演出がされ、多くの批判を浴びた。例えば第十編「大石最後の一日」において大石良雄は皆の切腹を見届けた後、最後に切腹している内容だが、史実では最初に切腹している。また第五編「御浜御殿綱豊卿」は富森正因が一介の浪人なのに、将軍になる前の徳川綱豊と対面して、槍で襲い掛かるという突飛な内容である。
癇癪持ちの真山は批判に対し激怒し反論したが、あまりに史実とかけ離れた筋立てへの不満を覆すには至らなかった。真山は識者や大衆の批判に遂に屈し、「戦争が終わったら書き直したい」と娘に語ったという。
一方で『随筆滝沢馬琴』は、「所謂る學者が一向に云つてはくれぬことを、能くずばりと云ひのけてくれた快感に充ち滿ちた」好著だという。同書は初めて曲亭馬琴の全体像を捉えた評論である。
ほかに『平将門』など多数がある。井原西鶴の研究もある。

## 作品
- 『玄朴と長英』 「中央公論」1924年9月。1924年10月初演
- 『江戸城総攻』1926年11月歌舞伎座初演 以後、3部作として『慶喜命乞』（33年11月）『将軍江戸を去る』（34年1月いずれも東京劇場初演）が制作された。また1966年にテレビドラマ「怒涛日本史」（史劇）の第12話「江戸城總攻 慶喜命乞」第13話「将軍江戸を去る」として放送された
- 『平将門』 「中央公論」1925年1月。1927年2月本郷座初演
- 『頼朝の死』1932年4月歌舞伎座初演
- 『小判拾壱両』 「演劇新潮」1926年5月。1934年5月帝国ホテル演芸場初演
- 『大石最後の一日』 新歌舞伎書下ろし。1934年2月歌舞伎座初演
以後、連作「元禄忠臣蔵」として計10編11作が制作された。
- 『新門辰五郎』 「講談倶楽部」1939年5月 – 9月。

## 著書
- 『青果集』　新潮社、1907年
- 『壁上』　春陽堂、1909年
- 『南小泉村』　今古堂、1909年、のち岩波文庫
- 『夢』　新潮社、1909年
- 『憂』　今古堂、1910年
- 『元禄巷談』　新潮社、1910年
- 『五人女』　新潮社、1910年
- 『売女』　今古堂、1912年
- 『不生女の一生』現代文芸叢書 第26編 　春陽堂、1913年
- 『焔の舞』　新潮社、1919年
- 『銀籠』前編 　玄文社、1920年
- 『照る日の虹』　日本評論社出版部、1920年
- 『椀屋久兵衛』　二松堂書店、1923年
- 『真山青果戯曲集』第1 - 3編　 新潮社、1925年 - 1926年
- 『江戸城総攻め』　春秋社、1926年
- 『大塩平八郎』　新潮社、1927年
- 『四十二年』　内外出版協会、1927年
- 『償金四十万弗・仮名屋小梅』　南宋書院、1927年
- 『鼠小僧次郎吉・桃中軒雲右衛門』　改造社、1927年 - 『桃中軒雲右衛門』は1936年に映画化（成瀬巳喜男監督）
- 『明君行状記』　南宋書院、1927年
- 『盲魚』　改造社、1928年
- 『乃木将軍』戯曲 　万里閣書房、1929年
- 『江藤新平』戯曲集 　改造社、1930年
- 『随筆滝沢馬琴』　サイレン社、1935年、のち岩波文庫
- 『仙台方言考』言語誌叢刊 　刀江書院、1936年
- 『真山青果全集』全15巻 　大日本雄弁会講談社、1940年 - 1942年
- 『空閑少佐』　講談社、1942年
- 『真山青果選集』全6巻 　大日本雄弁会講談社、1947年 - 1948年
- 『西鶴語彙考証』第1 　中央公論社、1948年
- 『玄朴と長英』　岩波文庫、1952年
- 『真山青果随筆選集』全3巻 　大日本雄弁会講談社、1952年
- 『真山青果全集』全18巻・補巻5・別巻2 　講談社、1975年 - 1978年
- 『真山青果傑作選』全6巻 　北洋社、1978年 - 1980年
- 『元禄忠臣蔵』上下 　岩波文庫、1982年